# Tryggve Kronholm
Birger Tryggve Kronholm, född 15 december 1939 i Helsingborg, död 8 oktober 1999 i Brunnby, Höganäs kommun, var en svensk teolog och språkvetare.

## Biografi
Kronholm blev teologie kandidat 1965, filosofie kandidat 1966, filosofie magister 1968 och filosofie licentiat 1972.
1974 blev han filosofie doktor i Lund på en avhandling om en judisk liturgisk handbok från 800-talet, som presenterades som "del 2" av språkvetaren och teologen David Hedegårds avhandling från 1951.
Kronholm blev teologie doktor 1978 på en avhandling om motiv från 1:a Mosebok kapitel 1–11 i Efraim syrierns hymner, med fokus på inflytande från judisk exegetisk tradition.
Kronholm var assistent, universitetslektor och docent i Lund 1968–1975, docent i Uppsala 1975–1979 och expert i bibelkommissionen vid Utbildningsdepartementet 1975–1981. 1979 utnämndes han till professor i Gamla testamentets exegetik vid missionshögskolan i Stavanger i Norge, en tjänst han innehade till  1987 då han utnämndes till professor i semitiska språk vid universitetet i Lund 1987. 1988 övergick han till motsvarande tjänst vid Uppsala universitet.
Kronholm innehade uppdrag som sakkunnig i Helsingfors, Stockholm, Lund, Oslo och Århus 1984–1996, ordförande i Nordiska sällskapet för Mellanösternforskning sedan 1992, styrelseledamot i Svenska Bibelsällskapet sedan 1995 och huvudman för S:ta Katharinastiftelsen sedan 1995. Han var gästföreläsare i bland annat Bagdad, Budapest, Jerusalem och Münster och Sankt Petersburg samt gästprofessor vid Århus universitet 1990. 
Kronholm visade intresse även för lekmän och barn, till exempel var han i augusti 1979 huvudföreläsare vid studiedagar för ledare för Kyrkans barntimmar och söndagsskollärare vid Hjälmserydsstiftelsen tillsammans med konstnären Eva Spångberg.

### Familj
Tryggve Kronholm var son till musikdirektör Birger Kronholm och musikdirektör Brita Persson.

## Ledamotskap
- Kungl. Vitterhetsakademien
- Kungliga Vetenskapssamhället i Uppsala
- Humanistiska Vetenskapssamfundet i Uppsala
- Humanistiska Vetenskapssamfundet i Lund
- Vetenskapssocieteten i Lund
- Nathan Söderblom-sällskapet
- Academia Europaea
- Det Kongelige Danske Videnskabernes Selskab
- Det Norske Videnskaps-Akademi
- Deutsche Morgenländische Gesellschaft
- Union Européenne des Arabisants et Islamisants